# 春川英蝶
春川 英蝶（はるかわ えいちょう、天明4年（1784年） - 嘉永元年（1848年）以降）とは、江戸時代後期の京都の浮世絵師。

## 来歴
春川五七、菊川英山及び渓斎英泉の門人。俗称は亀助。京都の人。英笑、春斎、英蝶と号す。始めに春川五七の門人となり、春川英笑、春川英蝶と称し、次に菊川英山、渓斎英泉の門に入り、菊川英蝶と称した。
文政（1818年-1830年）から天保（1830年-1844年）頃に活躍、錦絵では美人画を多く残した他、多くの草双紙に挿絵を描いている。英笑と称して多くの滑稽本などの挿絵をしており、文政9年（1826年）刊行の二世楚満人作の滑稽本『玉櫛笥』一冊、文政10年（1827年）刊行の恋川行町作の合巻『金敵夢世語』（かねがかたきゆめのよがたり）三巻、天保9年（1838年）刊行の滝亭鯉丈作の滑稽本『伊勢土産二見盃』三冊、文政11年（1828年）刊行の為永春水作の合巻『蝶鵆鎌倉模様』前編三巻後編三巻、文政9年から文政11年にかけて刊行された同じく為永春水作の人情本『婦女今川』（おんないまがわ）三編10冊などがあげられる。なお『婦女今川』においては、貞斎泉晁や歌川芳藤も挿絵を描いている。江戸にて没した。

## 作品
- 「花魁道中の図」　大錦3枚続　静岡県立中央図書館所蔵
- 「養蚕の図」　大錦9枚　䓟渓と合作
- 「懐宝一覧　花のみやこ路」　大錦12枚　東京都立中央図書館所蔵（「東海道五十三次」と合本）
- 「脇息に凭る美人」　大錦
- 「岩戸山峰右衛門」　大錦　ヴィクトリア&アルバート博物館所蔵
- 「四季美人比図」　絹本著色　1幅　島根県立美術館所蔵　嘉永元年（1848年）65歳の作